# Chariobas
Genre
Chariobas est un genre d'araignées aranéomorphes de la famille des Zodariidae.

## Distribution
Les espèces de ce genre se rencontrent en Afrique subsaharienne.

## Liste des espèces
Selon World Spider Catalog (version 19.5, 12/10/2018) :
- Chariobas armatissimus Caporiacco, 1947
- Chariobas cylindraceus Simon, 1893
- Chariobas lineatus Pocock, 1900
- Chariobas mamillatus Strand, 1909
- Chariobas navigator Strand, 1909

## Publication originale
- Simon, 1893 : Histoire naturelle des araignées. Paris, vol. 1, p. 257-488 (texte intégral).